# Gunnar Forsberg (konstnär)
Gunnar Olof Forsberg, född 12 november 1916 i Stockholm, död 5 november 1987 i Västerhaninge, var en svensk konservator och målare. 
Han var son till snickarmästaren Gunnar Forsberg och Judith Pettersson och från 1945 gift med Svea Erikson (1920–2011).
Forsberg studerade vid Tekniska skolan 1930–1932 och vid Konsthögskolan 1933–1938 samt under studieresor till Danmark. Han medverkade i Nationalmuseums utställning Unga tecknare. Hans konst består förutom av några enstaka stilleben huvudsakligen av figursaker och landskapsmålningar i olja.
Makarna Forsberg är begravda på Västerhaninge kyrkogård.